# Jaimehintonia gypsophila
Jaimehintonia gypsophila là một loài thực vật có hoa trong họ Amaryllidaceae. Loài này được B.L.Turner mô tả khoa học đầu tiên năm 1993.